# Burg Haneck (Elsass)

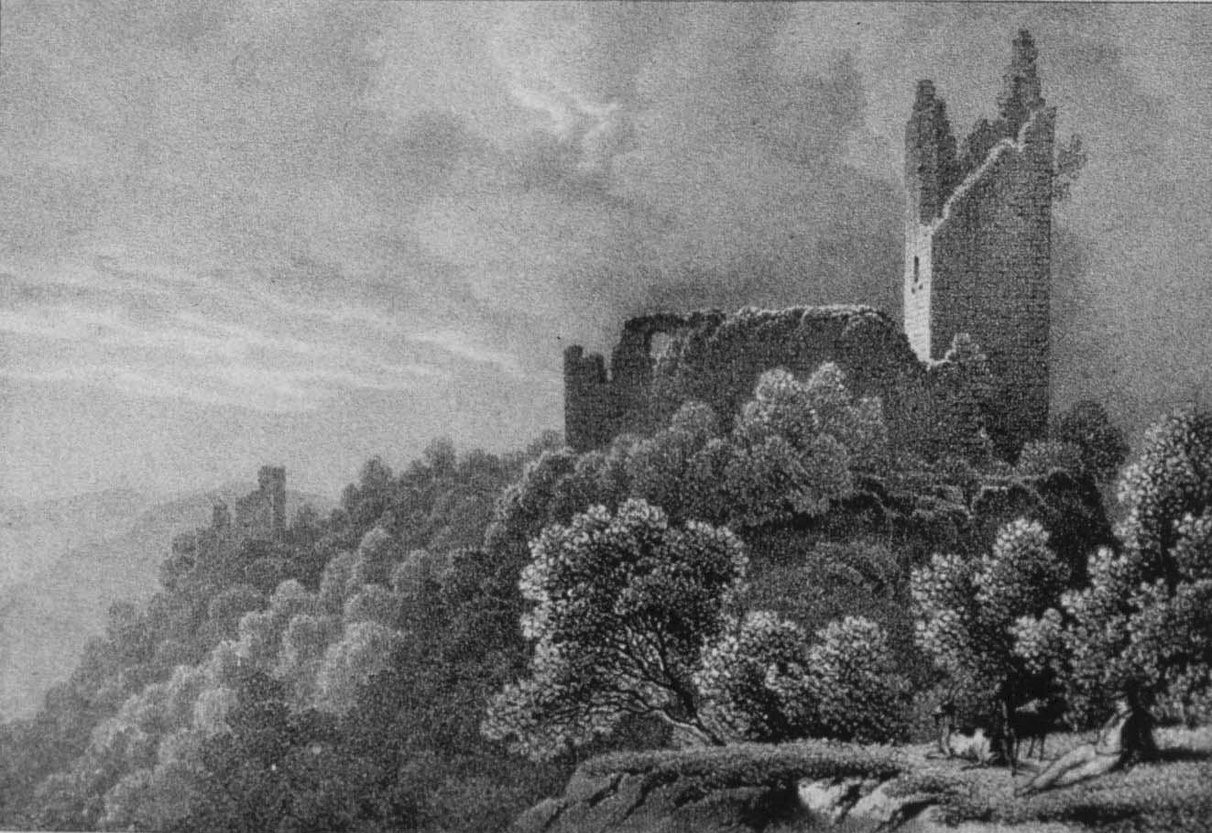
Die Burgruinen Haneck (links) und Schrankenfels (rechts) auf einer Lithografie von Jacques Rothmüller, 1839

Die Burg Haneck (französisch Château de Haneck, Château du Haneck oder kurz nur Le Haneck) ist die Ruine einer Spornburg auf dem Gebiet der elsässischen Gemeinde Soultzbach-les-Bains im Département Haut-Rhin. Sie ist vermutlich eine Gründung aus dem 13. Jahrhundert und befand sich nacheinander als Lehen im Besitz der Familien von Gundolsheim, von Hattstatt und von Schauenburg. Ende des 16. Jahrhunderts war die kleine Burganlage bereits verfallen.
Die Reste der Burg sind heute Eigentum der Gemeinde. In der Vergangenheit wurde die Anlage aufgrund ihres Namens oft mit der Burg Hageneck in Wettolsheim verwechselt, sodass urkundliche Nachrichten der beiden Burgen früher oft vermengt wurden und Hanecks Geschichte mit Fakten zu Hageneck gespickt war.

## Lage

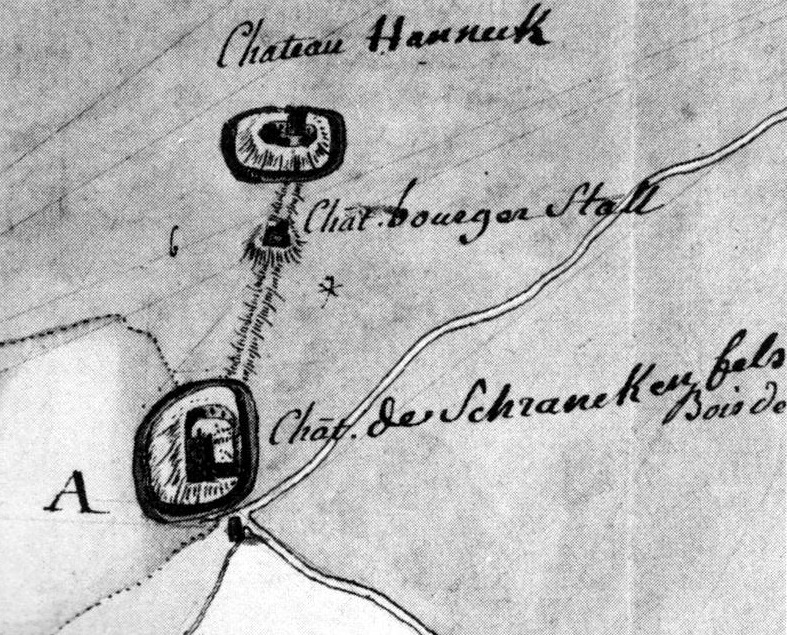
Die benachbarten Burgen Haneck, Burgthalschloss und Schrankenfels auf einer alten Karte

Die Reste der Höhenburg liegen in 765 m Höhe auf dem nordwestlichen Ende eines Felssporns der rechtsseitigen Talwand des Krebstals. Auf demselben Felsen stehen in rund 40 und 180 m Entfernung auch die Ruinen des Burgthalschlosses und der Burg Schrankenfels. Sie sind nur durch einen tiefen Geländeeinschnitt voneinander getrennt.

## Geschichte
Die Anfänge der Burg liegen im Dunkeln. Sie wird 1307 erstmals urkundlich erwähnt, als Conrad Werner von Hattstatt vier Mitglieder der Familie von Gundolsheim mit Haneck belehnte. Gegründet wurde sie aber vermutlich schon in der ersten Hälfte des 13. Jahrhunderts, denn sie gleicht mit ihrem regelmäßigen, rechteckigen Grundriss anderen elsässischen Burgen aus jener Zeit wie zum Beispiel Burg Liebenstein bei Liebsdorf und Burg Hageneck. Für eine genaue Datierung müssten jedoch archäologische Ausgrabungen vorgenommen werden. Vielleicht hing die Gründung mit der nahe gelegenen Burg Schrankenfels zusammen, die bereits 1241 eine erste urkundliche Nennung erfuhr. Möglicherweise entstand sie durch Streitigkeiten in der Besitzerfamilie von Schrankenfels oder bei einer Erbteilung. Thomas Biller und Bernhard Metz vertreten hingegen die Ansicht, dass der strategisch günstigere Bauplatz von Burg Haneck nahelegt, dass sie die ältere der beiden Anlagen ist und die Herren von Geberschweier Schrankenfels erst später und auf dem ungünstigeren, von zwei Seiten angreifbaren Baugrund errichteten.
Noch im Jahr 1422 war Haneck samt Berg und Zubehör als Hattstatter Lehen im Besitz der Gundolsheimer. Ab 1463 war der Besitz dann ein Lehen der Abtei in Münster, deren Lehnsnehmer die Familie von Hattstatt war. Als diese 1585 ausstarb, gelangte die Burganlage – gegen den Willen des Klosters – als Erbe an die Herren von Schauenburg. Im Jahr 1598 war sie allerdings schon eine Ruine, denn in einem Dokument jenes Jahres wird sie mit „alt verfallen schloß Haneckh“ betitelt. Drei Aquarelle, die im Zuge eines Rechtsstreits 1610 angefertigt wurden, dokumentieren diesen verfallenen Zustand.

## Beschreibung

Grundriss der Burg Haneck

Von der Burg Haneck sind nur noch wenige Reste erhalten. Neben dem Stumpf des Bergfrieds existieren nur noch Schuttwälle. Trotz des schlechten Zustands ist der rechteckige Grundriss aber noch gut zu erkennen. Die 17 × 22,5 Meter große Burg war rundherum von einer Ringmauer umgeben, die drei abgerundete Ecken besaß. Die spitze, südliche Mauerecke bestand aus Buckelquadern. Für den Bau der Anlage wurde der Bergsporn an dieser Stelle stark verändert: Im Norden und im Süden wurden tiefe Gräben in den Fels gehauen und die beiden Längsseiten im Westen und Osten künstlich steiler gemacht. Dadurch entstanden zwei Terrassen, auf denen sich möglicherweise Vorburg und Wirtschaftsgebäude befanden, jedoch sind davon oberirdisch keine Spuren nachweisbar. Der bei der Anlage der Gräben gewonnene Bruchstein aus Grauwacke wurde für das Mauerwerk der Anlage genutzt.
Der Zugang zur Anlage erfolgte vermutlich von Nordwesten am nördlichen Ende der Westterrasse, wo der von Soultzbach kommende Weg zur Burg führt. An der südlichen Angriffsseite steht in der Südost-Ecke der Burg ein noch rund sechs Meter hoher Rest des annähernd quadratischen, etwa 6,20 × 5,80 Meter messenden Bergfrieds. Durch die Nahtstellen von Ringmauer und Turm ist ersichtlich, dass der Bergfried vor der Umfassungsmauer gebaut worden ist. Während das meiste Mauerwerk aus Grauwackebruchstein bestand, waren die Bergfriedecken aus Buckelquadern aus Granit. In den 1980er Jahren waren am Wehrturm noch geringe Reste seines Putzes erhalten. In Kellerhöhe finden sich vier einfache Lichtschlitze. Der Innenraum des Turms war durch eine Querwand zweigeteilt.
Der Bergfried schützte wohl auch das Burgtor, das vermutlich an der Ostseite lag. An jener Seite finden sich auch noch geringe Reste einer Bruchsteinmauer, die zu einem schmalen Zwinger gehörte. Der Eingang führte in den Burghof, der die östliche Hälfte des Anlage einnahm, während der westliche Teil vermutlich von einem zweigeteilten Wohnbau eingenommen wurde.